# PowerQUICC

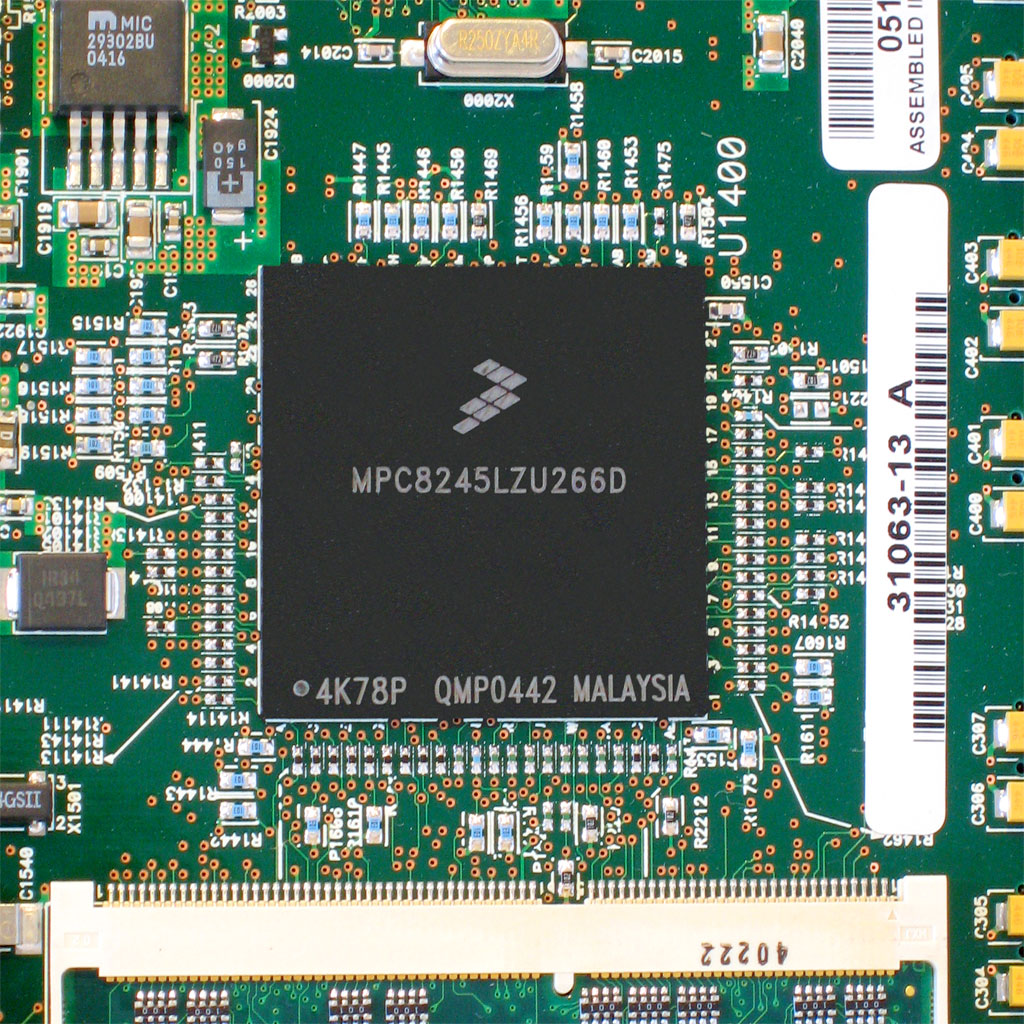
266 MHz Freescale PowerPC MPC8245

PowerQUICC – układ powstały na bazie mikroprocesora PowerPC zintegrowanego z układem QUICC (QUad Integrated Communications Controller) znanego z mikrokontrolera Motorola CPU32, zaprojektowany przez MSIL (Motorola Silicon Israel Limited).
Mikroprocesory te znajdowały szerokie zastosowanie w urządzeniach telekomunikacyjnych. Zawierały specjalizowany układ CPM o architekturze RISC, który odciążał główny procesor od zadań związanych z komunikacją sieciową oraz posiadał dodatkowe funkcje dla DMA.
Układ PowerQUICC MPC860 był jednym z najczęściej stosowanych procesorów komunikacyjnych w routerach firmy Cisco pod koniec lat 90.